# Jessica Lee Gagné
Jessica Lee Gagné est une directrice de la photographie et réalisatrice canadienne. Elle est surtout connue pour son travail sur le film Malgré la nuit ainsi que pour les séries télévisées Escape at Dannemora et Severance.

## Biographie

### Jeunesse
Jessica Lee Gagné est née à Québec, où son père, propriétaire d'un magasin de vidéo, l'a initiée très tôt au cinéma. Baignée dans un univers de cassettes VHS, elle passait son temps à regarder des films avant et après l'école. S'intéressant aux films étrangers, sa mère a enrichi cette passion en l'introduisant au cinéma européen. Cet environnement unique a façonné son amour précoce pour le cinéma.
Gagné a commencé à expérimenter la photographie dès son plus jeune âge sur pellicule 35 mm, utilisant les appareils photo hérités de sa famille. Durant ses années d’études secondaires, elle s'est investie comme photographe de l'école, perfectionnant ses compétences techniques par une pratique assidue. Elle a poursuivi sa formation en étudiant le cinéma au Collège François-Xavier-Garneau de Québec, avant d'intégrer le programme de production cinématographique à l'École de cinéma Mel Hoppenheim de l'Université Concordia à Montréal de 2009 à 2011. À Concordia, ses rencontres avec des cinéastes renommés comme Gordon Willis et la directrice de la photographie canadienne Sara Mishara ont consolidé sa passion pour la cinématographie. Ses études à Concordia lui a également permis de tisser des liens professionnels précieux, facilitant ainsi son entrée dans l'industrie après l'obtention de son diplôme.

### Carrière
Gagné a commencé sa carrière en cinématographie en travaillant sur des films indépendants. Elle a rapidement acquis une reconnaissance pour son travail sur le film de son amie Chloé Robichaud, Sarah préfère la course (2013), qui a été sélectionné pour être projeté au Festival de Cannes. Après plusieurs films et courts métrages, elle s'est tournée vers la télévision avec Escape at Dannemora (2018), réalisé par Ben Stiller; un tournant décisif dans sa carrière. Sa collaboration avec Stiller s'est poursuivie avec la série Severance (2022), où elle s'est distinguée par la création d'un style visuel unique. Elle a fait ses débuts de réalisatrice avec l'épisode « Chikai Bardo » de la saison 2 de Severance, qu'elle a partiellement tourné dans la maison où elle vivait pendant le tournage.
En tant que directrice de la photographie dans une industrie dominée par les hommes, Gagné a ouvertement discuté des défis auxquels elle a été confrontée, particulièrement lors de ses travaux hors de Montréal . Elle a souligné l'importance de la représentation, notamment lorsque de jeunes femmes la voient derrière la caméra. Elle estime que son travail de directrice de la photographie a non seulement brisé les stéréotypes sur les rôles des femmes dans l'industrie cinématographique, mais lui a aussi valu le respect dans un domaine où les femmes demeurent sous-représentées 
En 2020, elle a été l'une des créatrices d'Anthologie 2020, un court métrage documentaire de type « chaîne de lettres » sur la pandémie de COVID-19 au Québec qui a été projeté au Festival du nouveau cinéma 2021.

## Filmographie

### Films
| Année | Titre                    | Réalisateur             |
| ----- | ------------------------ | ----------------------- |
| 2013  | Sarah préfère la course  | Chloé Robichaud         |
| 2013  | Fermières (en)           | Annie St-Pierre         |
| 2014  | Que ta joie demeure (en) | Denis Côté              |
| 2015  | Malgré la nuit           | Philippe Grandrieux     |
| 2015  | Boris sans Béatrice      | Denis Côté              |
| 2015  | Noir (en)                | Yves Christian Fournier |
| 2016  | Pays                     | Chloé Robichaud         |
| 2017  | Sweet Virginia (en)      | Jamie M. Dagg           |
| 2017  | Daddy (en)               | Ashim Ahluwalia         |
| 2018  | La nouvelle version      | Michael Yaroshevsky     |
| 2020  | All Day and a Night      | Joe Robert Cole         |

### Courts métrages
| Année | Titre                                                          | Réalisateur      |
| ----- | -------------------------------------------------------------- | ---------------- |
| 2012  | Chef de meute (en)                                             | Chloé Robichaud  |
| 2015  | Chelem                                                         | Charles Grenier  |
| 2016  | Tout simplement (en)                                           | Raphaël Ouellet  |
| 2016  | Anime                                                          | Arnaud Brisebois |
| 2018  | From Its Mouth Came a River of High End Residential Appliances | Jon Wang         |

### Télévision
| Année        | Titre               | Réalisateur                                                            |
| ------------ | ------------------- | ---------------------------------------------------------------------- |
| 2018         | Escape at Dannemora | Ben Stiller                                                            |
| 2020         | Mrs. America        | Divers                                                                 |
| 2022–présent | Severance           | Ben Stiller, Aoife McArdle, elle-même Réalisation de " Chikhai Bardo " |

## Distinctions

### Nomination
Prix Écrans Canadiens 2015: Meilleure photographie dans un documentaire pour Fermières 
Prix Filmfare 2018: Meilleure photographie pour Daddy 
2016: Ostrava Kamera Oko pour Malgré la nuit